# Liste der Bodendenkmäler in Pollenfeld
Auf dieser Seite sind die Bodendenkmäler in der oberbayerischen Gemeinde Pollenfeld zusammengestellt. Diese Tabelle ist eine Teilliste der Liste der Bodendenkmäler in Bayern. Grundlage ist die Bayerische Denkmalliste, die auf Basis des Bayerischen Denkmalschutzgesetzes vom 1. Oktober 1973 erstmals erstellt wurde und seither durch das Bayerische Landesamt für Denkmalpflege geführt wird. Die folgenden Angaben ersetzen nicht die rechtsverbindliche Auskunft der Denkmalschutzbehörde.

## Bodendenkmäler in Pollenfeld
| Lage                  | Objekt | Akten-Nr.     | Bild |
| --------------------- | --- | ------------- | ---- |
| Pollenfeld (Standort) | Straßenwachtturm der römischen Kaiserzeit.                                                                                      | D-1-7032-0008 |      |
| Pollenfeld (Standort) | Straße der römischen Kaiserzeit.                                                                                                | D-1-7032-0009 |      |
| Walting (Standort)    | Grabhügel vorgeschichtlicher Zeitstellung.                                                                                      | D-1-7033-0009 |      |
| Kipfenberg (Standort) | Grabhügel vorgeschichtlicher Zeitstellung.                                                                                      | D-1-7033-0011 |      |
| Kipfenberg (Standort) | Grabhügel vorgeschichtlicher Zeitstellung.                                                                                      | D-1-7033-0012 |      |
| Pollenfeld (Standort) | Untertägige mittelalterliche und frühneuzeitliche Teile im Bereich der Kath. Pfarrkirche St. Johannes der Täufer in Wachenzell. | D-1-7033-0111 |      |
| Pollenfeld (Standort) | Mittelalterliche und frühneuzeitliche Befunde im Bereich der Kath. Filialkirche St. Margareta.                                  | D-1-7033-0114 |      |
| Pollenfeld (Standort) | Untertägige mittelalterliche und frühneuzeitliche Teile im Bereich der Kath. Filialkirche St. Martin in Wörmersdorf.            | D-1-7033-0116 |      |
| Pollenfeld (Standort) | Straße der römischen Kaiserzeit.                                                                                                | D-1-7033-0118 |      |
| Pollenfeld (Standort) | Straße der römischen Kaiserzeit.                                                                                                | D-1-7033-0119 |      |
| Pollenfeld (Standort) | Untertägige mittelalterliche und frühneuzeitliche Teile im Bereich der Kath. Filialkirche St. Andreas in Weigersdorf.           | D-1-7033-0155 |      |
| Pollenfeld (Standort) | Straßenwachtturm der römischen Kaiserzeit.                                                                                      | D-1-7033-0156 |      |
| Pollenfeld (Standort) | Straßenwachtturm der römischen Kaiserzeit.                                                                                      | D-1-7033-0157 |      |
| Pollenfeld (Standort) | Untertägige mittelalterliche und frühneuzeitliche Teile im Bereich der Kath. Filialkirche St. Nikolaus in Seuversholz.          | D-1-7033-0158 |      |
| Pollenfeld (Standort) | Straßenwachtturm der römischen Kaiserzeit.                                                                                      | D-1-7033-0159 |      |
| Pollenfeld (Standort) | Untertägige mittelalterliche und frühneuzeitliche Teile im Bereich der Kath. Pfarrkirche St. Brigida in Preith.                 | D-1-7033-0160 |      |
| Pollenfeld (Standort) | Untertägige mittelalterliche und frühneuzeitliche Teile im Bereich der Kath. Pfarrkirche St. Sixtus in Pollenfeld.              | D-1-7033-0161 |      |
| Pollenfeld (Standort) | Siedlung vor- und frühgeschichtlicher Zeitstellung.                                                                             | D-1-7033-0162 |      |